# Pardosa longisepta
Pardosa longisepta este o specie de păianjeni din genul Pardosa, familia Lycosidae, descrisă de Chen și Song în anul 2002. Conform Catalogue of Life specia Pardosa longisepta nu are subspecii cunoscute.